# Neuseeländische Cricket-Nationalmannschaft in Simbabwe in der Saison 2025
Die Tour der neuseeländischen Cricket-Nationalmannschaft in Simbabwe in der Saison 2025 fand vom 30. Juli bis zum 9. August 2025 statt. Die internationale Cricket-Tour war Bestandteil der Internationalen Cricket-Saison 2025 und umfasste zwei Tests. Neuseeland gewann die Serie mit 2–0.

## Vorgeschichte
Beide Mannschaften spielten zuvor gegeneinander in einem Tri-Nation Series in Simbabwe.

## Stadion
Das folgende Stadion wurde für die Tour bestimmt.
| Stadion            | Stadt    | Kapazität | Spiele       |
| ------------------ | -------- | --------- | ------------ |
| Queens Sports Club | Bulawayo | 9.000     | 1. & 2. Test |

## Kaderlisten
Neuseeland benannte seinen Kader am 7. Juli 2025.
Simbabwe benannte seinen Kader am 21. Juli 2025.
| Test | Test |
| Simbabwe | Neuseeland |
| --- | --- |
| - Craig Ervine (K) - Brian Bennett - Tanaka Chivanga - Ben Curran - Trevor Gwandu - Roy Kaia - Tanunurwa Makoni - Clive Madande (wk) - Vincent Masekesa - Wellington Masakadza - Blessing Muzarabani - Newman Nyamhuri - Sikandar Raza - Brendan Taylor (wk) - Tafadzwa Tsiga (wk) - Nick Welch - Sean Williams | - Tom Latham (K, wk) - Mitchell Santner (VK) - Tom Blundell (wk) - Michael Bracewell - Devon Conway (wk) - Jacob Duffy - Matthew Fisher - Zak Foulkes - Matt Henry - Bevon Jacobs - Ben Lister - Daryl Mitchell - Henry Nicholls - Will O’Rourke - Ajaz Patel - Glenn Phillips - Rachin Ravindra - Nathan Smith - Will Young |

## Tests

### Erster Test in Bulawayo
| 30. Juli – 1. August Scorecard | Bulawayo | Simbabwe 149 (60.3) & 165 (67.1) | – | Neuseeland 307 (96.1) & 8-1 (2.2) |
|                                |          | Neuseeland gewinnt mit 9 Wickets |   |                                   |

Simbabwe gewann den Münzwurf und entschied sich als Schlagmannschaft zu beginnen. Als Spieler des Spiels wurde Matt Henry ausgezeichnet.

### Zweiter Test in Bulawayo
| 7. – 9. August Scorecard | Bulawayo | Simbabwe 125 (48.5) & 117 (28.1)                  | – | Neuseeland 601-3d (130) |
|                          |          | Neuseeland gewinnt mit einem Innings und 359 Runs |   |                         |

Simbabwe gewann den Münzwurf und entschied sich als Schlagmannschaft zu beginnen. Als Spieler des Spiels wurde Devon Conway ausgezeichnet.

## Auszeichnungen

### Player of the Series
Als Player of the Series wurden der folgende Spieler ausgezeichnet.
| Serie | Player of the Series |
| ----- | -------------------- |
| Test  | Matt Henry           |

### Player of the Match
Als Player of the Match wurden die folgenden Spieler ausgezeichnet.
| Spiel   | Player of the Match |
| ------- | ------------------- |
| 1. Test | Matt Henry          |
| 2. Test | Devon Conway        |